# نوستیف بای گوسینگ
نوستیف بای گوسینگ (به آلمانی: Neustift bei Güssing) یک منطقهٔ مسکونی در اتریش است که در ناحیه گوسینگ واقع شده‌است. نوستیف بای گوسینگ ۵۶۶ نفر جمعیت دارد.